# Abraxas plumbeata
Abraxas plumbeata är en fjärilsart som beskrevs av Cockerell 1906. Abraxas plumbeata ingår i släktet Abraxas och familjen mätare. Inga underarter finns listade i Catalogue of Life.